# Leiopsammodius seychellensis
Leiopsammodius seychellensis är en skalbaggsart som beskrevs av Rakovic 1979. Leiopsammodius seychellensis ingår i släktet Leiopsammodius och familjen Aphodiidae. Inga underarter finns listade i Catalogue of Life.